# Franz von Hartig
Pour les personnes ayant le même patronyme, voir Hartig.
 (novembre 2023).
Si vous disposez d'ouvrages ou d'articles de référence ou si vous connaissez des sites web de qualité traitant du thème abordé ici, merci de compléter l'article en donnant les références utiles à sa vérifiabilité et en les liant à la section « Notes et références ».
Franz de Paula, comte von Hartig (né à Dresde, le 5 juin 1789, mort à Vienne, le 11 juin 1865) est un homme politique et un journaliste autrichien. Il utilise comme pseudonyme journalistique Gotthelf Zurecht.

## Biographie
Franz von Hartig est né à Dresde, où son père (qui avait le même nom), qui travaille en tant que diplomate, se consacre aussi à l'histoire et la poésie, qui ont grandement contribué à faire aimer la littérature et la politique à au jeune Franz.

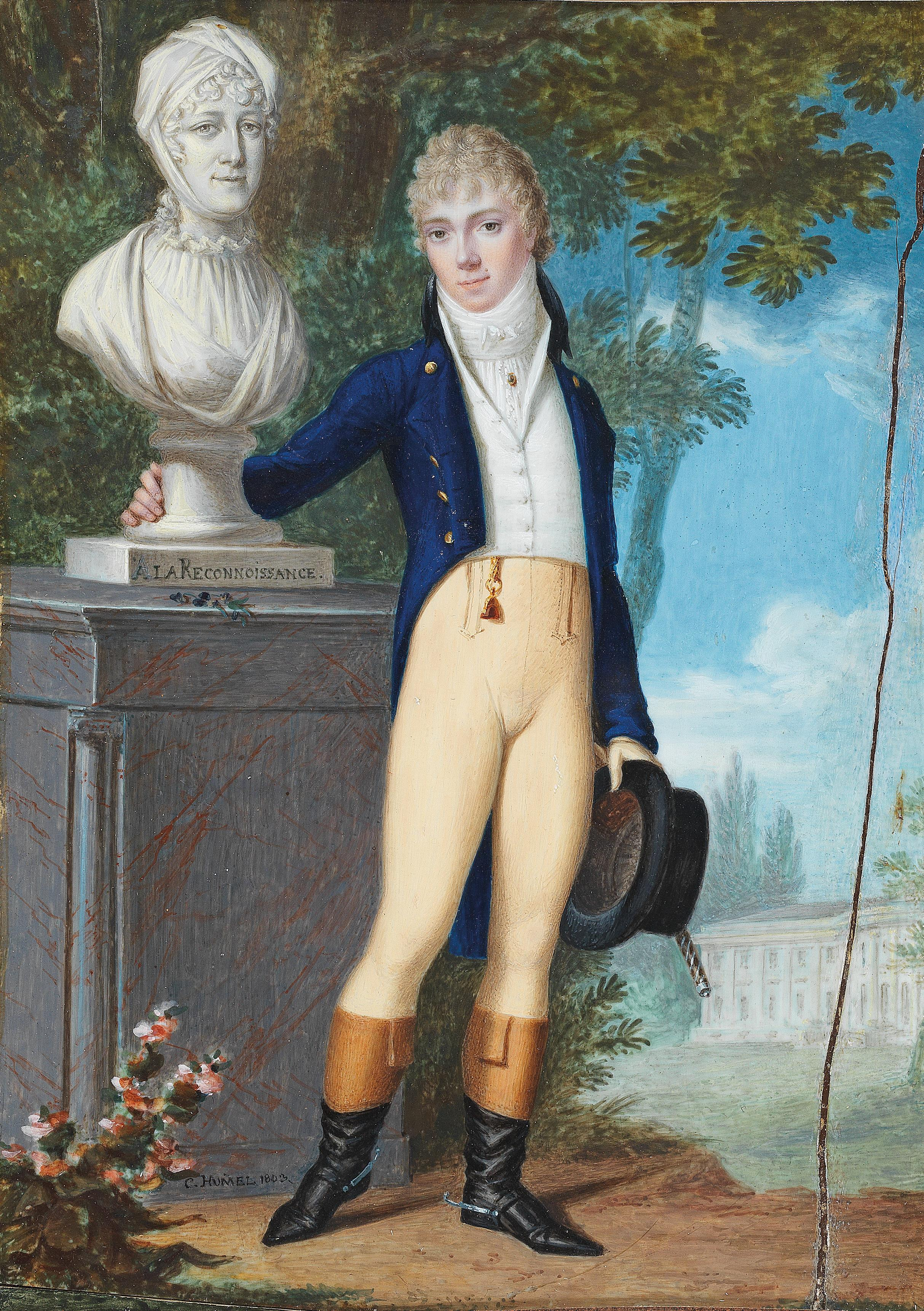
Par le miniaturiste Carl Ludwig Hummel en 1803.

À 36 ans, Hartig reçoit le gouvernement de la Marche de Styrie en 1825, il y reste jusqu'en 1830, quand il est nommé gouverneur de Lombardie sous le Royaume lombard-vénitien. Il gère la Lombardie avec sagesse, et il a une grande popularité notamment à Milan.
Nommé ministre du gouvernement autrichien, il s'occupe des finances de l'état et celles de la présidence du Conseil d'état à partir de 1840, il propose le développement des chemins de fer et d'autres réformes économiques.
En 1848, il se retire de la vie publique, pour se dédier à sa famille.
Le 6 janvier 1810, Hartig épouse à Vienne la comtesse Julianna von Grundemann-Falkenberg (Vienne, 26 mars 1788 † Vienne 27 octobre 1866), fille du comte Emmanuel von Grundemann-Falkenberg et de la comtesse Marie Anne von Althann. Le couple a une fille, Eleonore et deux fils, Friedrich et Edmund.

## Distinctions

### Distinctions autrichiennes
- 997e Chevalier de l'Ordre de la Toison d'or, nommé en 1862 par l'empereur François-Joseph 1er
- Chevalier de Grande Croix de l'Ordre impérial de Léopold
- Chevalier de 1re classe de l'Ordre de la Couronne de Fer

### Distinctions étrangères
- Chevalier de l'Ordre de l'Aigle blanc (Russie impériale)
- Sénateur et Chevalier de Grande Croix de l'Ordre Constantinien de Saint-Georges de Parme.
- Chevalier de Grande Croix de l'Ordre des Saints-Maurice-et-Lazare (Royaume de Sardaigne)
- Chevalier de Grande Croix de l'Ordre de Saint-Grégoire-le-Grand
- Chevalier de l'ordre souverain militaire et hospitalier de Saint-Jean de Jérusalem, de Rhodes et de Malte

## Son œuvre
- (de) Genesis der Revolution in Oesterreich im Jahre 1848, Leipzig, Friedrich Fleischer, 1851, 373 p. (lire en ligne)

## Sources
- (it) Cet article est partiellement ou en totalité issu de l’article de Wikipédia en italien intitulé « Franz Hartig » (voir la liste des auteurs).